# I (banda)
I fue un supergrupo de black metal y heavy metal formado en el 2006 en Bergen, Noruega. La banda está compuesta por miembros de notables bandas de black metal como Immortal, Gorgoroth y Enslaved. Como su principal influencia citaron a la banda Bathory (lo cual se ve plasmado en una de las canciones de su álbum debut; "Far Beyond The Quiet" misma que dedicaron a la memoria del fallecido Quorthon").
Su álbum debut, Between Two Worlds, fue publicado el 3 de noviembre del 2006 en el Reino Unido y el 14 de noviembre del 2006 en Estados Unidos a través de la discográfica Nuclear Blast. Abbath dijo en una entrevista que ya habían empezado a trabajar en su siguiente producción.
"I" también participó en el álbum recopilatorio "Explicttly Intense - Insanity Sampler 13" con la canción "The Storm I Ride"

## Estilo musical
El sonido de la banda está caracterizado por una vocalización cruda típica del black metal por parte de Abbath, y los instrumentos con un sonido más orientado al Heavy Metal británico.

## Discografía
- Between Two Worlds (2006)

## Miembros
- Abbath (Olve Eikemo) – voz, guitarra
- Ice Dale (Arve Isdal) – guitarra
- TC King (Tom Cato Visnes) – bajo
- Armagedda – batería
- Demonaz (Harald Nævdal) - letras de las canciones